# Pere Cubells
Pere Cubells (Fl. 1520? 1530?) compositor i mestre de capella. Va viure la primera meitat del segle xvi fou un compositor. Vers l'any 1532 era mestre de capella de Santa Maria del Mar de Barcelona. Hom n'ha conservat un benedicamus domino i un magníficat, a quatre veus.